# Ciclismo ai Giochi della XXII Olimpiade

## Podi

### Uomini
| Evento                              | Oro                                                                             | Prestazione | Argento                                                                    | Prestazione | Bronzo                                                                    | Prestazione |
| Ciclismo su strada                  |                                                                                 |             |                                                                            |             |                                                                           |             |
| Corsa in linea (dettagli)           | Sergej Suchoručenkov                                                            | 4h48'28"    | Czesław Lang                                                               | a 2'58"     | Jurij Barinov                                                             | s.t.        |
| Cronometro a squadre (dettagli)     | Unione Sovietica Anatolij Jarkin Jurij Kaširin Oleg Logvin Sergej Šelpakov      | 2h01'21"    | Germania Est Falk Boden Bernd Drogan Hans-Joachim Hartnick Olaf Ludwig     | a 1'32"     | Cecoslovacchia Michal Klasa Vlastibor Konečný Alipi Kostadinov Jiří Škoda | s.t.        |
| Ciclismo su pista                   |                                                                                 |             |                                                                            |             |                                                                           |             |
| Inseguimento individuale (dettagli) | Robert Dill-Bundi                                                               | 4'35"66     | Alain Bondue                                                               | 4'42"96     | Hans-Henrik Ørsted                                                        | 4'36"54     |
| Inseguimento a squadre (dettagli)   | Unione Sovietica Viktor Manakov Valerij Movčan Vladimir Osokin Vitalij Petrakov | 4'15"70     | Germania Est Gerald Mortag Uwe Unterwalder Matthias Wiegand Volker Winkler | 4'19"67     | Cecoslovacchia Teodor Černý Martin Penc Jiří Pokorný Igor Sláma           |             |
| Velocità individuale (dettagli)     | Lutz Hesslich                                                                   |             | Yavé Cahard                                                                |             | Sergej Kopylov                                                            |             |
| Km da fermo (dettagli)              | Lothar Thoms                                                                    | 1'02"955 WR | Aleksandr Panfilov                                                         | 1'04"845    | David Weller                                                              | 1'05"241    |

## Medagliere
| Pos.   | Paese            | Oro | Argento | Bronzo | Totale |
| ------ | ---------------- | --- | ------- | ------ | ------ |
| 1      | Unione Sovietica | 3   | 1       | 2      | 6      |
| 2      | Germania Est     | 2   | 2       | 0      | 4      |
| 3      | Svizzera         | 1   | 0       | 0      | 1      |
| 4      | Francia          | 0   | 2       | 0      | 2      |
| 5      | Polonia          | 0   | 1       | 0      | 1      |
| 6      | Cecoslovacchia   | 0   | 0       | 2      | 2      |
| 7      | Danimarca        | 0   | 0       | 1      | 1      |
| 7      | Giamaica         | 0   | 0       | 1      | 1      |
| Totale | Totale           | 6   | 6       | 6      | 18     |